# Hardthof (Konzen)

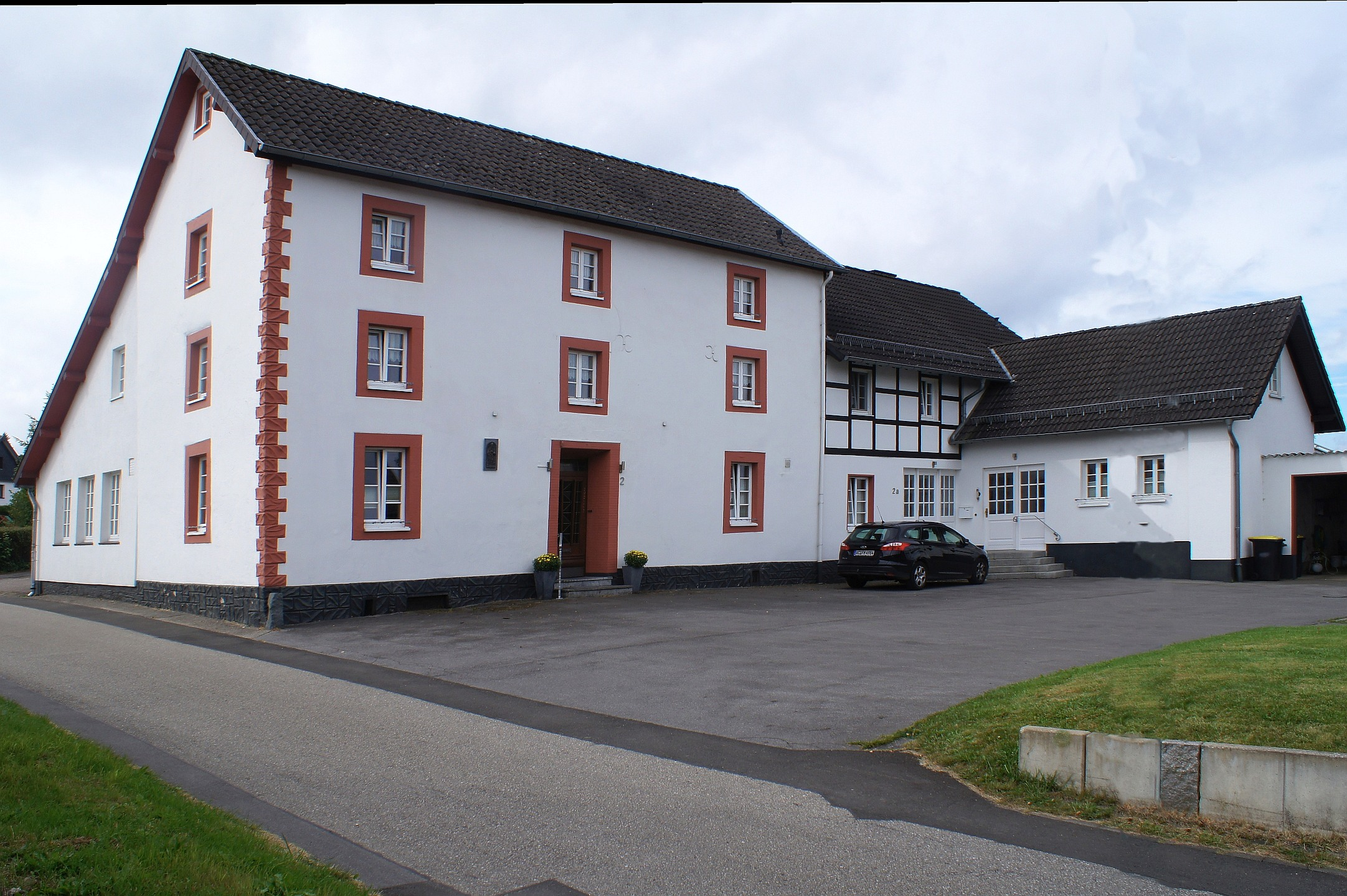
Hardthof

Der heutige Hardthof in Konzen steht in dem Bereich, wo der Standort des karolingischen Königshofes vermutet wird. Wie alle Königshöfe lag der Königshof Konzen (villa compendium) an einem ehemals von den Römern angelegten Verbindungsstraßennetz, hier von Gemünd über Kesternich nach Simmerath, einem Abzweig der Straße Köln–Reims zur Straße Aachen–Trier. Die Königshöfe hatten nichts gemeinsam mit den Prachtbauten der Römer, es waren einfache zweistöckige, ausgedehnte Fachwerkbauten mit Wohn-, Arbeits- und Wirtschaftsräumen. Umgeben waren sie von einer Befestigung aus Holz oder Steinmauern. Im Hof stand auch die Kapelle, eventuell der Vorläufer der heutigen Pankratiuskapelle. Königshöfe waren auch Gerichtsstätten des Umlands und dienten dem Herrscher als Reisequartier. Der Königshof Konzen wird erstmals in einer Urkunde König Arnulfs vom 13. Juni 850 erwähnt, muss also schon zu diesem Zeitpunkt existiert haben, neben 42 weiteren Königshöfen. Schon 850 sollen alle 43 bei einer Hungersnot von Kaiser Lothar dem Aachener Münsterstift geschenkt worden sein.

## Der heutige Hardthof
Die erste urkundliche Erwähnung als Hardthof ist datiert auf den 25. März 1437. Mit dieser Urkunde übertrug der Herzog von Jülich einem Johann von der Hardt das Anwesen. Infolge des Geldrischen Erbfolgekrieges wurde der Hof total zerstört. Den Wiederaufbau übernahm Christoph von Rolshausen, dessen Söhne 1622 neue Lehnsträger wurden. 1811 wurde der Hof an Michael Huppert verkauft, in dessen Familienbesitz er sich heute noch in der vierten Generation befindet. Ab 1860 wurde auch ein Gasthaus betrieben.